# Downeshelea bimaculata
Downeshelea bimaculata är en tvåvingeart som beskrevs av Clastrier och Delecolle 1990. Downeshelea bimaculata ingår i släktet Downeshelea och familjen svidknott.
Artens utbredningsområde är Elfenbenskusten. Inga underarter finns listade i Catalogue of Life.